# Liste von Bergen und Erhebungen in Belarus

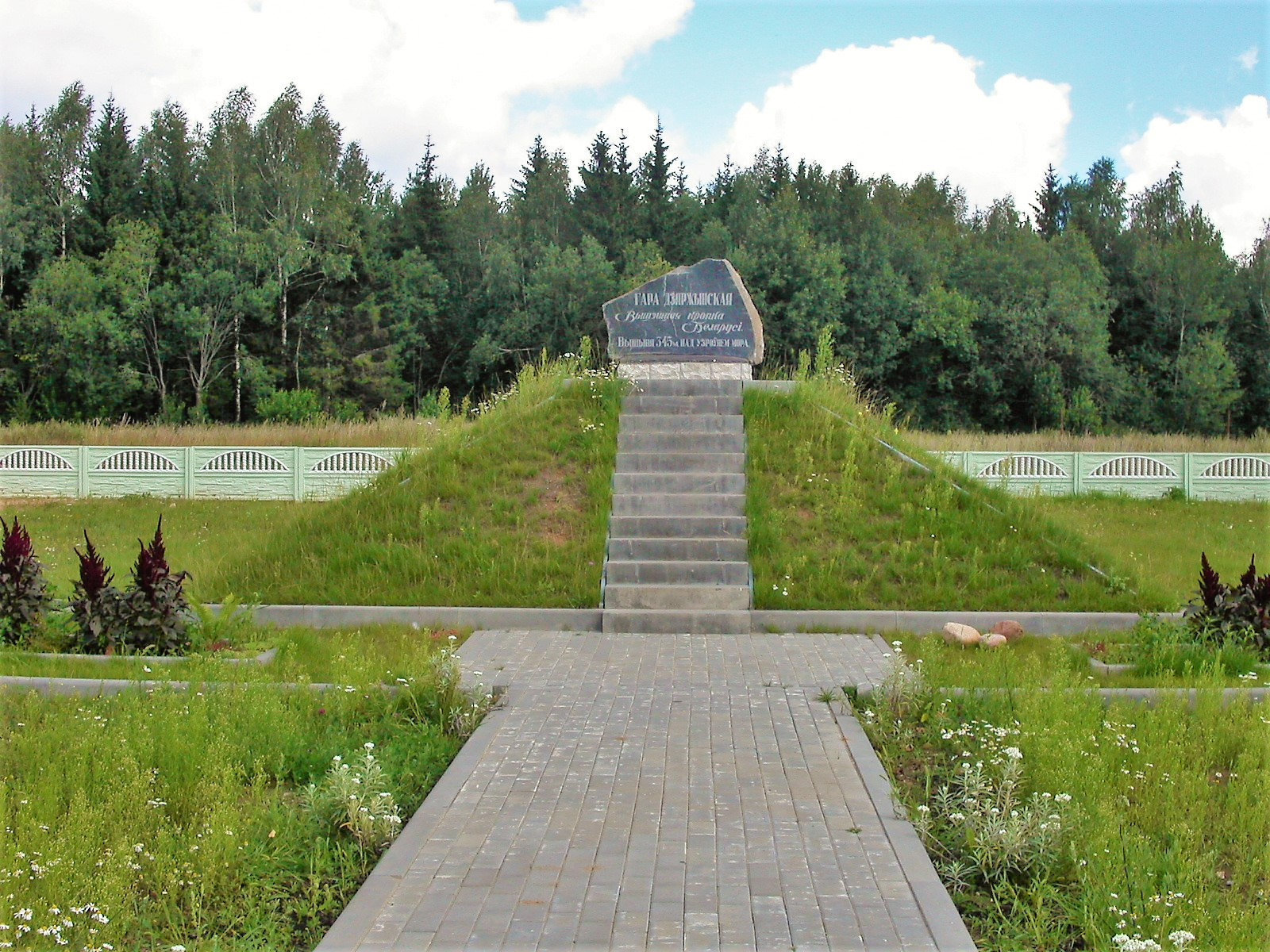
Dsjarschynskaja Hara

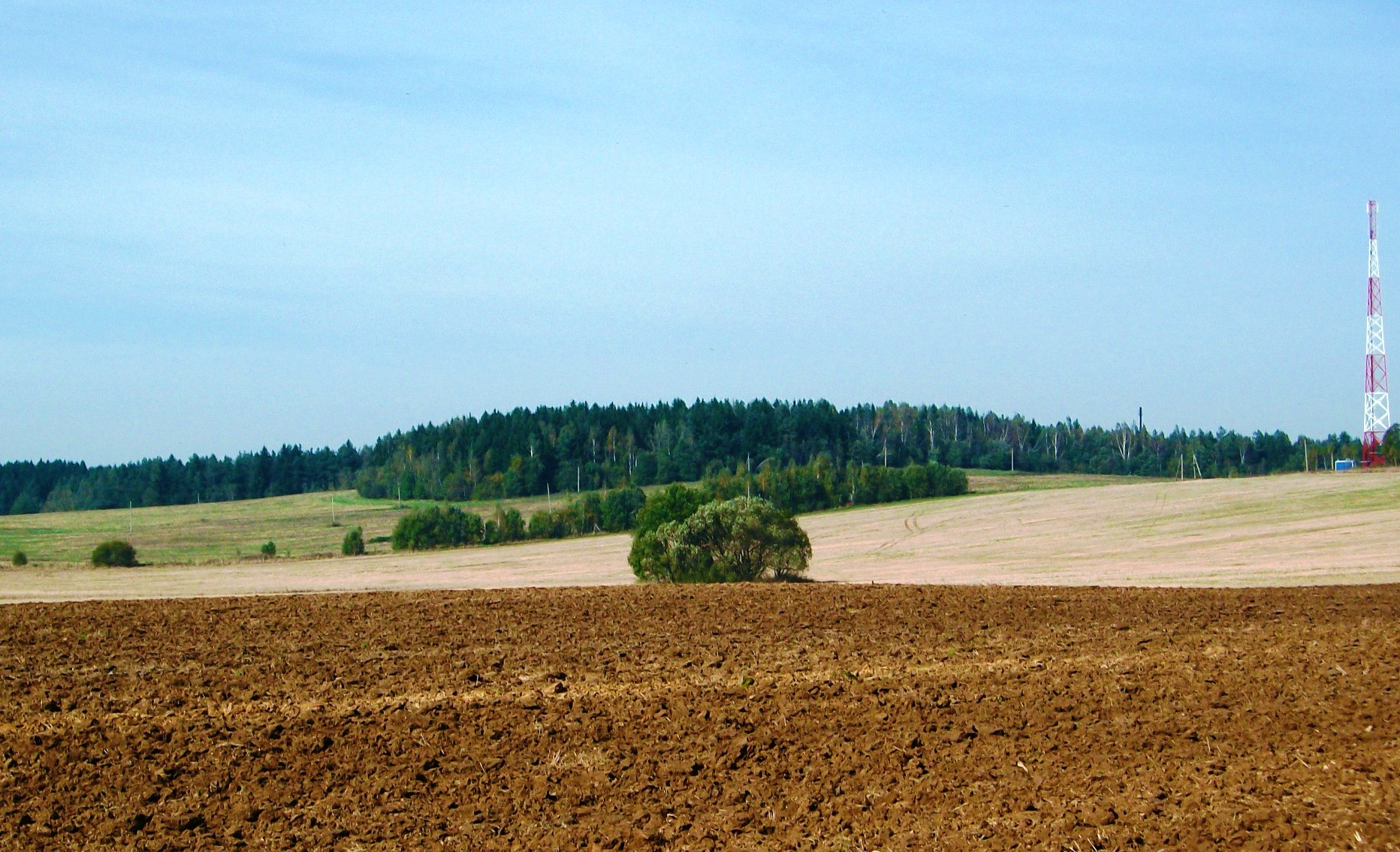
Hara Majak

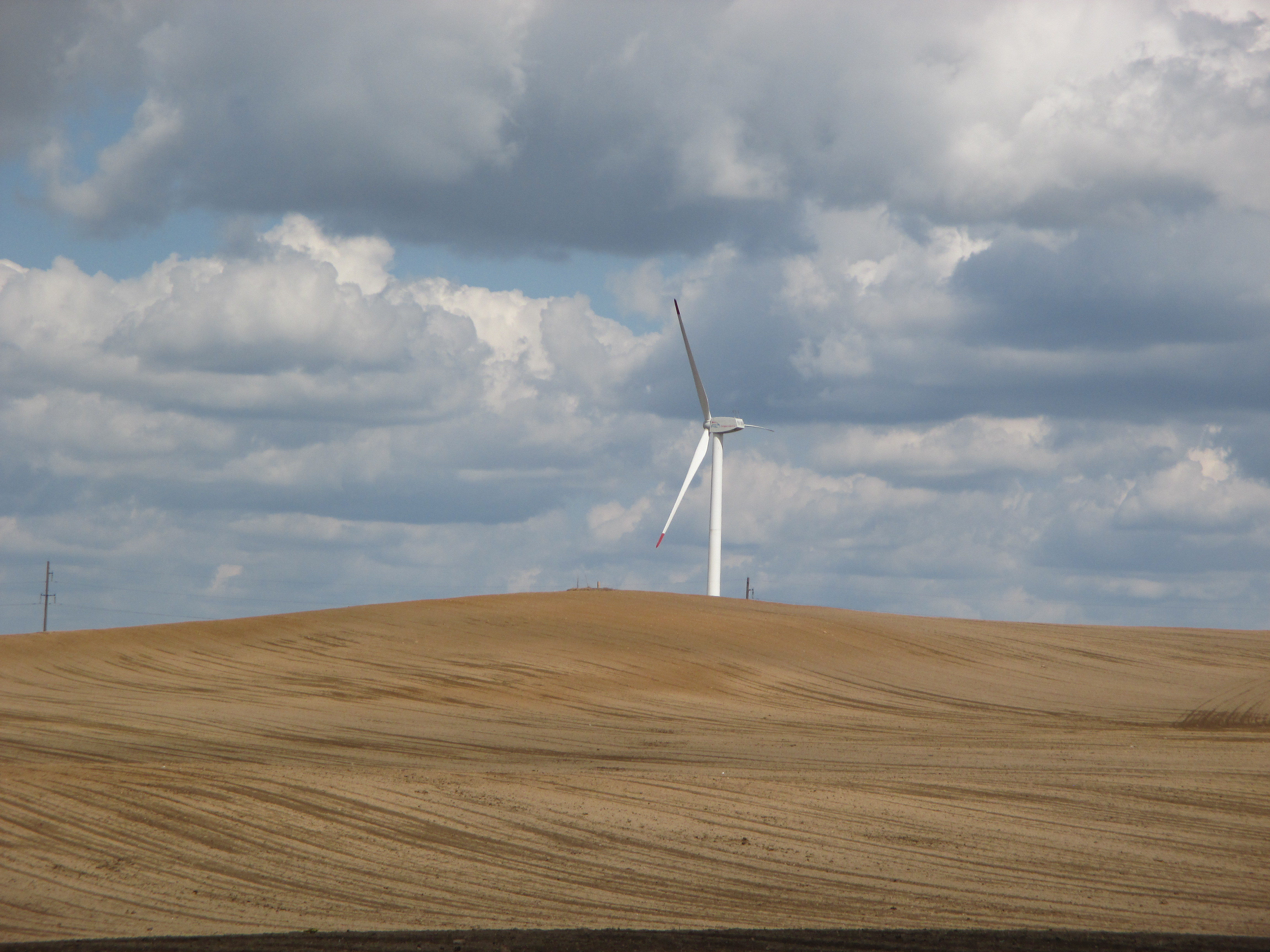
Zamkavaja Hara

Diese Liste von Bergen und Erhebungen in Belarus nennt, der Höhe nach geordnet, die höchsten Erhebungen in Belarus. Der höchste Punkt des überwiegend flachen Landes und einer von sechs Bergen über 300 Meter ist die Dsjarschynskaja Hara (Гара Дзяржынская) mit 345 Metern Höhe. Sie gehören zum Belarussischen Höhenrücken einer Moränen-Hügelkette im Norden des Landes. Er bildet den höchsten Punkt des Memel-Beckens und ist somit ein Teil der europäischen Hauptwasserscheide zwischen Ostsee und Schwarzem Meer.

## Die höchsten Erhebungen in Belarus
- Dsjarschynskaja Hara (Гара Дзяржынская, 345 m)
- Hara Lysaja bei Minsk (Гара Лысая, 342 m)
- Hara Majak (Гара Маяк, 335 m)
- Zamkavaja Hara(Гара Замкавая, 324 m)
- Hara Milidauskaja (Гара Лысая Мілідаўская, 320 m)
- Maly Zamak (Малы замак, 317 m)
- Hara Harschewa (Гара Гаршэва, 295 m)
- Hara Majak im Rajon Pastawy (Гара Маяк, 240 m)
- Woutschaja Hara (Воўчая гарa, 210 m)
- Haradzilauskaja Hara (Гара Гарадзілаўская, 191 m)
- Tschornaja Hara (Чорная гара, 187 m)
- Hara Bajarauschtschyna (Гара Баяраўшчына, 155 m)
- Hara Lysaja (Гара Лысая, 155 m).